# Pyrrhalta nigricornis
Pyrrhalta nigricornis es una especie de insecto coleóptero de la familia Chrysomelidae.
Fue descrita científicamente en 1962 por Ohno.